# Primi ministri di Taiwan
Questa voce elenca i primi ministri di Taiwan, ovvero formalmente i presidenti dello Yuan Esecutivo della Repubblica di Cina, dal 1949 a oggi.
| Immagine | Nominativo        | Durata del mandato                                                    |
| -------- | ----------------- | --------------------------------------------------------------------- |
|          | Yan Xishan        | dicembre 1949 - 7 marzo 1950                                          |
|          | Chen Cheng        | 7 marzo 1950 - 7 giugno 1954                                          |
|          | Yü Hung-chün      | 17 giugno 1954 - 30 giugno 1958                                       |
|          | Chen Cheng        | 30 giugno 1958 - 15 dicembre 1963                                     |
|          | Yen Chia-kan      | 15 dicembre 1963 - 29 maggio 1972                                     |
|          | Chiang Ching-kuo  | 29 maggio 1972 - 30 maggio 1978                                       |
|          | Sun Yun-suan      | 30 maggio 1978 - 20 maggio 1984                                       |
|          | Yu Kuo-hwa        | 20 maggio 1984 - 21 maggio 1989                                       |
|          | Lee Huan          | 21 maggio 1989 - 30 maggio 1990                                       |
|          | Hau Pei-tsun      | 30 maggio 1990 - 10 febbraio 1993                                     |
|          | Lien Chan         | 10 febbraio 1993 - 1º settembre 1997                                  |
|          | Vincent Siew      | 1º settembre 1997 - 20 maggio 2000                                    |
|          | Tang Fei          | 20 maggio - 6 ottobre 2000                                            |
|          | Chang Chun-hsiung | 6 ottobre 2000 - 1º febbraio 2001                                     |
|          | Yu Shyi-kun       | 1º febbraio 2001 - 1º febbraio 2005                                   |
|          | Frank Hsieh       | 1º febbraio 2005 - 25 gennaio 2006                                    |
|          | Su Tseng-chang    | 25 gennaio 2006 - 21 maggio 2007                                      |
|          | Chang Chun-hsiung | 21 maggio 2007 - 19 maggio 2008                                       |
|          | Liu Chao-shiuan   | 20 maggio 2008 - 10 settembre 2009                                    |
|          | Wu Den-yih        | 10 settembre 2009 - 6 febbraio 2012                                   |
|          | Chen Chun         | 6 febbraio 2012 - 18 febbraio 2013                                    |
|          | Jiang Yi-huah     | 18 febbraio 2013 - 8 dicembre 2014                                    |
|          | Mao Chi-kuo       | 8 dicembre 2014 - 18 gennaio 2016                                     |
|          | Chang San-cheng   | 18 gennaio 2016 - 20 maggio 2016; ad interim fino al 1º febbraio 2016 |
|          | Lin Chuan         | 20 maggio 2016 - 7 settembre 2017                                     |
|          | William Lai       | 8 settembre 2017 - 14 gennaio 2019                                    |
|          | Su Tseng-chang    | 14 gennaio 2019 - 31 gennaio 2023                                     |
|          | Chen Chien-jen    | 31 gennaio 2023 - 20 maggio 2024                                      |
|          | Cho Jung-tai      | 20 maggio 2024 - in carica                                            |